# Matt Wilkinson
Matt Wilkinson est un surfeur professionnel australien né le 29 septembre 1988 à Copacabana, en Nouvelle-Galles du Sud, en Australie.

## Biographie
Il remporte ses premières victoires sur le circuit d'élite du championnat du monde en 2016 en remportant consécutivement le Quiksilver Pro Gold Coast et le Rip Curl Pro Bells Beach en Australie.

## Palmarès et résultats
- 2009 :
  - 3e du Mr Price Pro Ballito à Ballito (Afrique du Sud)
  - 3e du Maresias Surf International à Florianópolis (Brésil)
  - 3e du Sooruz Lacanau Pro à Lacanau (France)

- 2010 :
  - 1er du O'Neill Coldwater Classic Santa Cruz à Santa Cruz (États-Unis)

- 2012 :
  - 1er du Quiksilver Saquarema Prime à Saquarema (Brésil)
  - 2e du O'Neill Coldwater Classic Santa Cruz à Santa Cruz (États-Unis)

- 2014 :
  - 2e du Mr Price Pro Ballito à Ballito (Afrique du Sud)
  - 3e du J-Bay Open à Jeffreys Bay (Afrique du Sud)

- 2015 :
  - 3e du Oi Rio Pro à Rio de Janeiro (Brésil)

- 2016 :
  - 1er du Quiksilver Pro Gold Coast à Gold Coast (Australie)
  - 1er du Rip Curl Pro Bells Beach à Bells Beach (Australie)
  - 2e du Fiji Pro à Tavarua (Fidji)

### Classements
| Année             | 2010 | 2011 | 2012 | 2013 | 2014 | 2015 |
| ----------------- | ---- | ---- | ---- | ---- | ---- | ---- |
| Championship Tour | 24e  | 20e  | 24e  | 22e  | 23e  | 18e  |
| Qualifying Series |      | 28e  | 18e  | 30e  | 8e   | 62e  |